# النظام الكمي لتدلي أعضاء الحوض
يُعد النظام الكمي لتدلي أعضاء الحوض نظامًا لتقييم درجة هبوط الرحم للمساعدة في توحيد التشخيص والمقارنة والتوثيق وتبادل النتائج السريرية. هذا التقييم هو الأكثر استخدامًا. يستخدم المزيد من المنشورات البحثية المتعلقة بتدهور أعضاء الحوض كمقياس لتدلي أعضاء الحوض.
هبوط الرحم، عند تقييمه باستخدام النظام الكمي لتدلي أعضاء الحوض، يحدد مدى انتشار هبوط الرحم إلى أن تصل إلى 50%، في حين التشخيص عن طريق الأعراض لديه انتشار 3-6%. يدافع البعض عن تعديل نظام التقييم.
تم تطوير النظام الكمي لتدلي أعضاء الحوض في عام 1996 وهو يحدد مقدار نزول أعضاء الحوض إلى المهبل. يوفر النظام الكمي لتدلي أعضاء الحوض وصفًا موثوقًا به لدعم جدار المهبل الأمامي والخلفي والقمي. ويستخدم قياسات مسافة موضوعية ودقيقة للنقطة المرجعية، غشاء البكارة. يتم تنظيم القيلة المثانية وتدلي المهبل من أسباب أخرى باستخدام معايير النظام الكمي لتدلي أعضاء الحوض ويمكن أن تتراوح من الدعم الجيد (لا نزول إلى المهبل) الذي تم الإبلاغ عن النظام الكمي لتدلي أعضاء الحوض على أنه مرحلة تدلي أعضاء الحوض إلى درجة من المعالجة الوريدية؛ والذي يشمل التدلي بعد غشاء البكارة. كما أنها تستخدم لقياس حركة الهياكل الأخرى في التجويف المهبلي ونزولها.

## المراحل
| المرحلة | الوصف |
| ------- | --- |
| 0       | لا يوجد تدلي للنقاط الأمامية والخلفية كلها −3 سم، و C أو D بين −TVL و - (TVL − 2) سم.                      |
| 1       | لم يتم استيفاء معايير المرحلة 0، وكان التدلي البعيد هو أكثر من 1 سم فوق مستوى غشاء البكارة (أقل من -1 سم). |
| 2       | التدلي الأقصى هو بين 1 سم فوق و 1 سم تحت غشاء البكارة (على الأقل نقطة واحدة هي −1 أو 0 أو +1).             |
| 3       | التدلي البعيد هو أكثر من 1 سم تحت غشاء البكارة ولكن ليس أكثر من 2 سم أقل من TVL.                           |
| 4       | يمثل بروكيدنتيا الكامل أو انقلاب القبو؛ يبرز البروز الأكثر بعدا على الأقل (TVL − 2) سم.                    |

يقيس النظام الكمي لتدلي أعضاء الحوض تسع نقاط في المهبل. غشاء البكارة هي النقطة المرجعية التي تتم مقارنة النقاط الأخرى بها. يتم قياس الأعضاء المتدلية بالسنتيمتر على غشاء البكارة. يتم أخذ القياسات عندما تقوم المرأة بإجراء مناورة فالسالفا أثناء وجودها في وضع حصاة الظهرية. المعالم التشريحية المستخدمة هي جدار المهبل الأمامي، عنق الرحم، غشاء البكارة، الجسم العجان، الطول الكلي للمهبل، الجدار المهبلي الخلفي والقوس الخلفي. يتم استخدام شبكة ثلاثة في ثلاثة سنتيمترات لتسجيل الأرقام القريبة والبعيدة. يتم ترجمة المعلومات الموجودة على الشبكة إلى المرحلة المناسبة من التدلي.
هذا النظام لتقييم هبوط الحوض مستخدم حاليًا على نطاق واسع في الصين والولايات المتحدة.

## تقييمات أخرى
كما يتم استخدام أدوات تقييم أخرى لتحديد تأثير تدلي قاع الحوض. هذه هي استبيان تأثير قاع الحوض، وجرد استنزاف قاع الحوض والأشكال الأقصر، ستبيان تأثير قاع الحوض، جرد استنزاف قاع الحوض- 20.
- قياس إفراغ المثانة.
- موجة فوق صوتية.
- التغوط المستقيم.
- قياس ضغط الشرج.
- تخطيط كهربائية العضل.
- التصوير بالرنين المغناطيسي.

في الولايات المتحدة، يتم إجراء أكثر من 200.000 عملية جراحية سنويًا لهبوط الرحم. أمثلة على هبوط الرحم هي القيلة المثانية، والقيلة المستقيمة، والقيلة الإحليلية، والقيلة المعوية والقيلة السينية. القيلة المثانية هي الأكثر شيوعًا. في المملكة المتحدة، يمكن أن يتخصص أطباء المسالك البولية في المسالك البولية النسائية وعلاج التدلي.

## تاريخ
وقد تم تطوير تقييمات أخرى. تم اقتراح نظام تقييم التدحرج أو الشحذ في عام 1963. في عام 1972، تم تطوير نظام التسجيل في نظام بادن والكر وهو ثاني أكثر الأنظمة استخدامًا. في عام 1980، تم تطوير نظام بينشهام. تم تطوير الملوثات العضوية الثابتة في عام 1996.

## وصلات خارجية
- Massive Vaginal Eversion: Background, Problem, Epidemiology